# Station Montoir-de-Bretagne
Station Montoir-de-Bretagne is een spoorwegstation in de Franse gemeente Montoir-de-Bretagne.